# NorthEast United Football Club 2022-2023
Questa voce raccoglie le informazioni riguardanti il NorthEast United nelle competizioni ufficiali della stagione 2022-2023.

## Maglie e sponsor
| Casa | Trasferta | Terza |

## Organico

### Rosa
| N. |                      | Ruolo | Calciatore           |
| -- | -------------------- | ----- | -------------------- |
| 1  | India (bandiera)     | P     | Nikhil Deka          |
| 2  | Danimarca (bandiera) | D     | Michael Jakobsen     |
| 3  | India (bandiera)     | D     | Tondonba Singh       |
| 4  | India (bandiera)     | D     | Provat Lakra         |
| 5  | India (bandiera)     | D     | Gurjinder Kumar      |
| 6  | India (bandiera)     | D     | Mashoor Shereef      |
| 7  | India (bandiera)     | A     | Rochharzela          |
| 8  | India (bandiera)     | C     | Imran Khan           |
| 9  | Colombia (bandiera)  | A     | Wilmar Jordán Gil    |
| 10 | Francia (bandiera)   | A     | Romain Philippoteaux |
| 11 | India (bandiera)     | A     | Parthib Gogoi        |
| 13 | India (bandiera)     | D     | Gaurav Bora          |
| 14 | India (bandiera)     | D     | Joe Zoherliana       |
| 15 | India (bandiera)     | C     | Emil Benny           |
| 16 | India (bandiera)     | C     | Mohammed Irshad      |
| 17 | India (bandiera)     | A     | Laldanmawia Ralte    |
| 18 | India (bandiera)     | A     | Jithin MS            |
| 19 | India (bandiera)     | A     | Dipu Mirdha          |

| N. |                         | Ruolo | Calciatore             |
| -- | ----------------------- | ----- | ---------------------- |
| 20 | India (bandiera)        | D     | Hira Mondal            |
| 22 | India (bandiera)        | A     | Gani Nigam             |
| 23 | India (bandiera)        | P     | Khoirom Singh          |
| 24 | Australia (bandiera)    | D     | Aaron Evans            |
| 25 | RD del Congo (bandiera) | A     | Kule Mbombo            |
| 26 | India (bandiera)        | C     | Sehnaj Singh           |
| 27 | Inghilterra (bandiera)  | A     | Matt Derbyshire        |
| 28 | India (bandiera)        | C     | Emanuel Lalchhanchuaha |
| 29 | India (bandiera)        | P     | Arindam Bhattacharya   |
| 29 | India (bandiera)        | A     | Alfred Lalroutsang     |
| 32 | India (bandiera)        | P     | Mirshad Michu          |
| 33 | Tagikistan (bandiera)   | D     | Alisher Kholmurodov    |
| 43 | India (bandiera)        | C     | Pragyan Gogoi          |
| 44 | Nigeria (bandiera)      | A     | Sylvester Igboun       |
| 45 | India (bandiera)        | D     | Alex Saji              |
| 90 | Spagna (bandiera)       | C     | Joseba Beitia          |
| 91 | Spagna (bandiera)       | D     | Jon Gaztañaga          |

### Altri giocatori
| N. |                  | Ruolo | Calciatore    |
| -- | ---------------- | ----- | ------------- |
|    | India (bandiera) | C     | Pragyan Medhi |

| N. |                  | Ruolo | Calciatore     |
| -- | ---------------- | ----- | -------------- |
|    | India (bandiera) | C     | Rupert Nongrum |

### Staff tecnico
- Vincenzo Alberto Annese - Allenatore
- Paul Groves - Vice allenatore
- Floyd Pinto - Vice allenatore

## Calciomercato
| Acquisti | Acquisti               | Acquisti                            | Acquisti   |
| R.       | Nome                   | da                                  | Modalità   |
| -------- | ---------------------- | ----------------------------------- | ---------- |
| P        | Mirshad Michu          |                                     |            |
| P        | Arindam Bhattacharya   | East Bengal                         | Definitivo |
| P        | Nikhil Deka            |                                     |            |
| P        | Khoirom Singh          | Template:Calcio North East United B | Definitivo |
| D        | Gaurav Bora            |                                     | Svincolato |
| D        | Michael Jakobsen       |                                     | Svincolato |
| D        | Jon Gaztañaga          |                                     | Svincolato |
| D        | Jirjar Terang          | Calangute                           | Definitivo |
| D        | Tondonba Singh         |                                     |            |
| D        | Provat Lakra           |                                     |            |
| D        | Gurjinder Kumar        |                                     |            |
| D        | Joe Zoherliana         |                                     |            |
| D        | Mashoor Shereef        |                                     |            |
| D        | Aaron Evans            | Persis Solo                         | Definitivo |
| C        | Emil Benny             | Gokulam Kerala                      | Definitivo |
| C        | Imran Khan             |                                     |            |
| C        | Pragyan Medhi          |                                     |            |
| C        | Emanuel Lalchhanchuaha |                                     |            |
| C        | Mohammed Irshad        |                                     |            |
| C        | Pragyan Gogoi          |                                     |            |
| C        | Sehnaj Singh           |                                     |            |
| C        | Rupert Nongrum         | Punjab FC                           | Definitivo |
| A        | Jithin MS              | Gokulam Kerala                      | Definitivo |
| A        | Rochharzela            |                                     |            |
| A        | Laldanmawia Ralte      |                                     |            |
| A        | Gani Nigam             |                                     |            |
| A        | Matt Derbyshire        | AEK Larnaca                         | Definitivo |
| A        | Romain Philippoteaux   |                                     | Svincolato |
| A        | Sylvester Igboun       |                                     | Svincolato |
| A        | Parthib Gogoi          | Indian Arrows                       | Definitivo |
| A        | Alfred Lalroutsang     | Template:Calcio North East United B | Definitivo |
| A        | Dipu Mirdha            | Template:Calcio North East United B | Definitivo |

| Cessioni | Cessioni                | Cessioni                            | Cessioni   |
| R.       | Nome                    | a                                   | Modalità   |
| -------- | ----------------------- | ----------------------------------- | ---------- |
| P        | Subhasish Roy Chowdhury | Real Kashmir                        | Definitivo |
| P        | Sanjiban Ghosh          |                                     | Svincolato |
| D        | Zakaria Diallo          | Le Havre                            | Definitivo |
| D        | Patrick Flottmann       |                                     | Svincolato |
| D        | Jestin George           |                                     | Svincolato |
| D        | Nabin Rabha             |                                     | Svincolato |
| D        | Jirjar Terang           | Template:Calcio North East United B | Definitivo |
| C        | Marco Sahanek           | Stripfing                           | Definitivo |
| C        | Federico Gallego        |                                     | Svincolato |
| A        | William Lalnunfela      | Rajasthan Utd                       | Definitivo |
| A        | Deshorn Brown           | Sacramento Republic                 | Definitivo |
| A        | V.P. Suhair             | East Bengal                         | Definitivo |
| A        | Lalkhawpuimawia         | Churchill Brothers                  | Definitivo |
| A        | Manvir Singh            | Bengaluru United                    | Prestito   |

### Mercato invernale
| Acquisti | Acquisti          | Acquisti         | Acquisti      |
| R.       | Nome              | da               | Modalità      |
| -------- | ----------------- | ---------------- | ------------- |
| D        | Hira Mondal       |                  | Svincolato    |
| D        | Alex Saji         | Hyderabad        | Prestito      |
| C        | Joseba Beitia     | Rajasthan Utd    | Definitivo    |
| A        | Wilmar Jordán Gil |                  | Svincolato    |
| A        | Kule Mbombo       | Sūduva           | Definitivo    |
| A        | Manvir Singh      | Bengaluru United | Fine prestito |

| Cessioni | Cessioni         | Cessioni         | Cessioni   |
| R.       | Nome             | a                | Modalità   |
| -------- | ---------------- | ---------------- | ---------- |
| D        | Jon Gaztañaga    |                  | Svincolato |
| D        | Michael Jakobsen | Adelaide Olympic | Definitivo |
| C        | Rupert Nongrum   | Real Kashmir     | Definitivo |
| A        | Sylvester Igboun |                  | Svincolato |
| A        | Matt Derbyshire  | Bradford City    | Definitivo |
| A        | Manvir Singh     | Delhi            | Prestito   |

### Post stagione
| Acquisti | Acquisti            | Acquisti      | Acquisti   |
| R.       | Nome                | da            | Modalità   |
| -------- | ------------------- | ------------- | ---------- |
| D        | Alisher Kholmurodov | Fayzkand Vose | Definitivo |

| Cessioni | Cessioni | Cessioni | Cessioni |
| R.       | Nome     | a        | Modalità |
| -------- | -------- | -------- | -------- |

#### Cambio di allenatore
| Allenatore in uscita    | Motivo      | Dal             | Fino al          | Allenatore in entrata   | A partire dal    |
| ----------------------- | ----------- | --------------- | ---------------- | ----------------------- | ---------------- |
| Marco Balbul            | Esonero     | 25 luglio 2022  | 8 dicembre 2022  | Vincenzo Alberto Annese | 8 dicembre 2022  |
| Vincenzo Alberto Annese | Rescissione | 8 dicembre 2022 | 28 febbraio 2023 | Floyd Pinto (Interim)   | 28 febbraio 2023 |

## Risultati

### Indian Super League
| Arbitro: | Kumar Gupta R. |

|                |           |  |
| Alan Costa 87’ | Marcatori |  |

| Arbitro: | Mondal P. |

|  |           |                                                                  |
|  | Marcatori | 13’ Bartholomew Ogbeche 69’ Holicharan Narzary 73’ Borja Herrera |

| Arbitro: | Kanojia A. |

|                       |           |                                                                 |
| Matt Derbyshire 90+2’ | Marcatori | 12’ Cleiton Silva 53’ Charalampos Kyriakou 84’ Jordan O'Doherty |

| Arbitro: | Mohamed J. |

|                   |           |  |
| Peter Hartley 31’ | Marcatori |  |

| Arbitro: | John C. |

|  |           |                                                       |
|  | Marcatori | 57’ Dīmītrīs Diamantakos 86’, 90+6’ Sahal Abdul Samad |

| Arbitro: | Nagvenkar T. |

|                                      |           |                 |
| Liston Colaco 35’ Subashish Bose 89’ | Marcatori | 81’ Aaron Evans |

| Arbitro: | Nathan S. |

|                   |           |                                                                |
| Parthib Gogoi 17’ | Marcatori | 10’ (Rig.) Ahmed Jahouh 28’ Bipin Singh 46’ Jorge Pereyra Díaz |

| Arbitro: | Bora U. |

|                                                  |           |                 |
| Nandha Kumar Sekar 25’ Jerry Mawihmingthanga 78’ | Marcatori | 60’ Rochharzela |

| Arbitro: | Rowan A. |

|                                                                         |           | |
| Wilmar Jordán Gil 36’ (Rig.) Romain Philippoteaux 73’ Rochharzela 90+5’ | Marcatori | 11’, 40’, 48’ Abdenasser El Khayati 45+2’, 57’ Petar Slišković 68’ Julius Düker 79’ (A.g.) Joe Zoherliana |

| Arbitro: | Kanojia A. |

|                                    |           |                                |
| Edu Bedia 10’ Iker Guarrotxena 20’ | Marcatori | 90+4’ (Rig.) Wilmar Jordán Gil |

| Arbitro: | Purkayastha A. |

|                       |           |  |
| Wilmar Jordán Gil 69’ | Marcatori |  |

| Arbitro: | Mohamed J. |

| |           |                 |
| Javier Siverio 8’, 73’ Borja Herrera 24’ Odei Onaindia 30’ Joel Chianese 77’ Gaurav Bora 80’ (A.g.) | Marcatori | 36’ Aaron Evans |

| Arbitro: | Mondal P. |

|                          |           |                                   |
| Romain Philippoteaux 66’ | Marcatori | 50’ Sivasakthi N 90+4’ Alan Costa |

| Arbitro: | John C. |

|                                           |           |                                           |
| Wilmar Jordán Gil 45+3’ (Rig.) 71’ (Rig.) | Marcatori | 31’ Edu Bedia 65’ (Rig.) Iker Guarrotxena |

| Arbitro: | Kanojia A. |

|                                                                       |           |  |
| Ahmed Jahouh 6’ Jorge Pereyra Díaz 11’ Greg Stewart 16’ Vinit Rai 45’ | Marcatori |  |

| Arbitro: | Bora U. |

|                               |           |  |
| Dīmītrīs Diamantakos 42’, 44’ | Marcatori |  |

| Arbitro: | Banerji P. |

|  |           |                                 |
|  | Marcatori | 39’ Ritwik Das 57’ Daniel Chima |

| Arbitro: | Kumar Gupta R. |

|                                                 |           |                                                |
| Cleiton Silva 10’, 64’ (rig.) Jake Jervis 45+2’ | Marcatori | 30’ Parthib Gogoi 32’ Jithin MS 85’ Imran Khan |

| Arbitro: | Bora U. |

|                                |           |                                                                       |
| Wilmar Jordán Gil 90+1’ (Rig.) | Marcatori | 36’ Nandha Kumar Sekar 65’ Víctor Rodríguez 84’ (Rig.) Diego Maurício |

| Arbitro: | Rowan A. |

|                                                                   |           |                                              |
| Rahim Ali 3’ Kwame Karikari 56’ Anirudh Thapa 62’ Sajal Bag 90+3’ | Marcatori | 51’, 80’ Wilmar Jordán Gil 74’ Parthib Gogoi |

#### Andamento in campionato
| Giornata  | 1 | 2  | 3  | 4  | 5  | 6  | 7  | 8  | 9  | 10 | 11 | 12 | 13 | 14 | 15 | 16 | 17 | 18 | 19 | 20 | 21 | 22 |
| --------- | - | -- | -- | -- | -- | -- | -- | -- | -- | -- | -- | -- | -- | -- | -- | -- | -- | -- | -- | -- | -- | -- |
| Luogo     | T | C  | C  | T  | C  | T  | X  | C  | T  | C  | T  | C  | T  | C  | C  | T  | T  | C  | T  | X  | C  | T  |
| Risultato | P | P  | P  | P  | P  | P  | X  | P  | P  | P  | P  | V  | P  | P  | N  | P  | P  | P  | N  | X  | P  | P  |
| Posizione | 8 | 11 | 11 | 11 | 11 | 11 | 11 | 11 | 11 | 11 | 11 | 11 | 11 | 11 | 11 | 11 | 11 | 11 | 11 | 11 | 11 | 11 |

Legenda:

Luogo: C = Casa; T = Trasferta. Risultato: V = Vittoria; N = Pareggio; P = Sconfitta.

### Super Cup

#### 1º turno
| Arbitro: | Banerjee P. |

|                                                               |           |                                         |
| Rahim Ali 16’, 82’ Edwin Sydney Vanspaul 33’ Julius Düker 50’ | Marcatori | 42’ Rochharzela 90+2’ Laldanmawia Ralte |

| Arbitro: | Mondal P. |

|                                   |           |                 |
| Wilmar Jordán Gil 32’ (Rig.), 50’ | Marcatori | 85’ Lalengmawia |

| Arbitro: | Kumar Gupta R. |

|                                                                     |           |                                                                    |
| Wilmar Jordán Gil 27’, 44’, 51’, 70’ Gani Nigam 79’ Jithin MS 90+1’ | Marcatori | 9’ Kingslee Fernandes 61’ Martín Cháves 84’ (A.g.) Mohammed Irshad |

#### Andamento in coppa
| Giornata  | 1 | 2 | 3 |  |
| --------- | - | - | - |  |
| Luogo     | T | C | C |  |
| Risultato | P | V | V |  |
| Posizione | 4 | 3 | 1 |  |

Legenda:

Luogo: C = Casa; T = Trasferta. Risultato: V = Vittoria; N = Pareggio; P = Sconfitta.

#### Semifinale
| Arbitro: | Senthil Nathan S |

|                                               |           |                      |
| Nandha Kumar Sekar 9’, 63’ Diego Maurício 85’ | Marcatori | 1’ Wilmar Jordán Gil |

### Durand Cup
| Arbitro: | Banerjee P. |

|  |           |                                                             |
|  | Marcatori | 12’, 38’ Jerry 26’ Sekar 81’ IsaK 88’ Diego 90’ Moirangthem |

| Arbitro: | Roy D. |

|              |           |                                   |
| Mirdha 90+1’ | Marcatori | 12’, 55’ Lallawankima 27’ Kothari |

| Arbitro: | Banerjee P. |

|  |           |                          |
|  | Marcatori | 28’, 90’ Aimen 55’ Ajsal |

| Arbitro: | Kanojiya AM |

|                        |           |  |
| Mirdha 64’ Nigam 90+6’ | Marcatori |  |

#### Andamento
| Giornata  | 1 | 2 | 3 | 4 | 5 |
| --------- | - | - | - | - | - |
| Luogo     | C | C | C | X | C |
| Risultato | P | P | P | X | V |
| Posizione | 5 | 5 | 5 | 5 | 4 |

Legenda:

Luogo: C = Casa; T = Trasferta. Risultato: V = Vittoria; N = Pareggio; P = Sconfitta.